# British Academy Film Award/Bestes adaptiertes Drehbuch
Der British Academy Film Award für das beste adaptierte Drehbuch wird seit 1984 verliehen, nachdem die seit 1968 verliehene frühere Kategorie „Bestes Drehbuch“ in „Adaptiertes Drehbuch“ und „Originaldrehbuch“ aufgeteilt worden war.

## 1980er-Jahre
1984
Ruth Prawer Jhabvala – Hitze und Staub (Heat and Dust)
Harold Pinter – Betrug (Betrayal)
Willy Russell – Rita will es endlich wissen (Educating Rita)
Larry Gelbart, Murray Schisgal – Tootsie
1985
Bruce Robinson – The Killing Fields – Schreiendes Land (Killing Fields)
Julian Mitchell – Another Country
Ronald Harwood – Ein ungleiches Paar (The Dresser)
Sam Shepard – Paris, Texas
1986
Richard Condon, Janet Roach – Die Ehre der Prizzis (Prizzi’s Honor)
Peter Shaffer – Amadeus
David Lean – Reise nach Indien (A Passage to India)
Julian Bond – Die letzte Jagd (The Shooting Party)
1987
Kurt Luedtke – Jenseits von Afrika (Out of Africa)
Hesper Anderson, Mark Medoff – Gottes vergessene Kinder (Children of a Lesser God)
Menno Meyjes – Die Farbe Lila (The Color Purple)
Masato Ide, Akira Kurosawa, Hideo Oguni – Ran
Ruth Prawer Jhabvala – Zimmer mit Aussicht (Room With a View)
1988
Claude Berri, Gérard Brach – Jean Florette (Jean de Florette)
Hugh Whitemore – Zwischen den Zeilen (84 Charing Cross Road)
Christine Edzard – Klein Dorrit (Little Dorrit)
Alan Bennett – Das stürmische Leben des Joe Orton (Prick Up Your Ears)
1989
Jean-Claude Carrière, Philip Kaufman – Die unerträgliche Leichtigkeit des Seins (The Unbearable Lightness of Being)
Gabriel Axel – Babettes Fest (Babettes gæstebud)
Tom Stoppard – Das Reich der Sonne (Empire of the Sun)
Jeffrey Price, Peter S. Seaman – Falsches Spiel mit Roger Rabbit (Who Framed Roger Rabbit)

## 1990er-Jahre
1990
Christopher Hampton – Gefährliche Liebschaften (Dangerous Liaisons)
Frank Galati, Lawrence Kasdan – The Accidental Tourist
Shane Connaughton, Jim Sheridan – Mein linker Fuß (My Left Foot)
Willy Russell – Shirley Valentine – Auf Wiedersehen, mein lieber Mann (Shirley Valentine)
1991
Nicholas Pileggi, Martin Scorsese – Goodfellas
Ron Kovic, Oliver Stone – Geboren am 4. Juli (Born on the Fourth of July)
Alfred Uhry – Miss Daisy und ihr Chauffeur (Driving Miss Daisy)
Carrie Fisher – Grüße aus Hollywood (Postcards from the Edge)
Michael J. Leeson – Der Rosenkrieg (The War of the Roses)
1992
Dick Clement, Roddy Doyle, Ian La Frenais – Die Commitments (The Commitments)
Jean-Claude Carrière und Jean-Paul Rappeneau – Cyrano von Bergerac (Cyrano de Bergerac)
Michael Blakeu – Der mit dem Wolf tanzt (Dances with Wolves)
Ted Tally – Das Schweigen der Lämmer (The Silence of the Lambs)
1993
Michael Tolkin – The Player
Ruth Prawer Jhabvala – Wiedersehen in Howards End (Howards End)
Zachary Sklar, Oliver Stone – JFK – Tatort Dallas (JFK)
Baz Luhrmann, Craig Pearce – Strictly Ballroom – Die gegen alle Regeln tanzen (Strictly Ballroom)
1994
Steven Zaillian – Schindlers Liste (Schindler’s List)
Terry George, Jim Sheridan – Im Namen des Vaters (In the Name of the Father)
Ruth Prawer Jhabvala – Was vom Tage übrig blieb (The Remains of the Day)
William Nicholsonu – Shadowlands
Bo Goldman – Der Duft der Frauen (Scent of a Woman)
1995
Paul Attanasio – Quiz Show
Ronald Harwood – Schrei in die Vergangenheit (The Browning Version)
Eric Roth – Forrest Gump
Ronald Bass, Amy Tan – Töchter des Himmels (The Joy Luck Club)
Krzysztof Kieslowski, Krzysztof Piesiewicz – Drei Farben: Rot (Trois couleurs: Rouge)
1996
John Hodge – Trainspotting – Neue Helden (Trainspotting)
George Miller, Chris Noonan – Ein Schweinchen namens Babe (Babe)
Mike Figgis – Leaving Las Vegas
Alan Bennett – King George – Ein Königreich für mehr Verstand (The Madness of King George)
Anna Pavignano, Michael Radford, Furio Scarpelli, Giacomo Scarpelli, Massimo Troisi – Der Postmann (Il postino)
Emma Thompson – Sinn und Sinnlichkeit (Sense and Sensibility)
1997
Anthony Minghella – Der englische Patient (The English Patient)
Arthur Miller – Hexenjagd (The Crucible)
Alan Parker, Oliver Stone – Evita
Richard Loncraine, Ian McKellen – Richard III. (Richard III)
1998
Baz Luhrmann, Craig Pearce – William Shakespeares Romeo + Julia (Romeo + Juliet)
James Schamus – Der Eissturm (The Ice Storm)
Curtis Hanson, Brian Helgeland – L.A. Confidential
Hossein Amini – Wings of the Dove – Die Flügel der Taube (Wings of the Dove)
1999
Elaine May – Mit aller Macht (Primary Colors)
Frank Cottrell Boyce – Hilary & Jackie (Hilary and Jackie)
Mark Herman – Little Voice
Hilary Henkin, David Mamet – Wag the Dog – Wenn der Schwanz mit dem Hund wedelt (Wag the Dog)

## 2000er-Jahre
2000
Neil Jordan – Das Ende einer Affäre (The End of the Affair)
Ayub Khan-Din – East Is East
Oliver Parker – Ein perfekter Ehemann (An Ideal Husband)
Anthony Minghella – Der talentierte Mr. Ripley (The Talented Mr. Ripley)
2001
Stephen Gaghan – Traffic – Macht des Kartells (Traffic)
Robert Nelson Jacobs – Chocolat – Ein kleiner Biss genügt (Chocolat)
James Schamus, Hui-Ling Wang, Kuo Jung Tsai – Tiger and Dragon (Wo hu cang long)
John Cusack, D. V. DeVincentis, Steve Pink, Scott Rosenberg – High Fidelity
Steve Kloves – Die WonderBoys (Wonder Boys)
2002
Ted Elliott, Terry Rossio, Roger S.H. Schulman, Joe Stillman – Shrek – Der tollkühne Held (Shrek)
Akiva Goldsman – A Beautiful Mind
Richard Curtis, Andrew Davies, Helen Fielding – Bridget Jones – Schokolade zum Frühstück (Bridget Jones's Diary)
Richard Eyre, Charles Wood – Iris
Philippa Boyens, Peter Jackson, Fran Walsh – Der Herr der Ringe: Die Gefährten (The Lord of the Rings: The Fellowship of the Ring)
2003
Charlie Kaufman, Donald Kaufman – Adaptation.
Peter Hedges, Chris Weitz, Paul Weitz – About a Boy oder: Der Tag der toten Ente (About a Boy)
Jeff Nathanson – Catch Me If You Can
David Hare – The Hours – Von Ewigkeit zu Ewigkeit (The Hours)
Ronald Harwood – Der Pianist (The Pianist)
2004
Philippa Boyens, Peter Jackson, Fran Walsh – Der Herr der Ringe: Die Rückkehr des Königs (The Lord of the Rings: The Return of the King)
John August – Big Fish
Anthony Minghella – Unterwegs nach Cold Mountain (Cold Mountain)
Olivia Hetreed – Das Mädchen mit dem Perlenohrring (Girl with a Pearl Earring)
Brian Helgeland – Mystic River
2005
Alexander Payne, Jim Taylor – Sideways
Christophe Barratier, Philippe Lopes-Curval – Die Kinder des Monsieur Mathieu (Les choristes)
Patrick Marber – Hautnah (Closer)
David Magee – Wenn Träume fliegen lernen (Finding Neverland)
José Rivera – Die Reise des jungen Che (Diarios de motocicleta)
2006
Larry McMurtry, Diana Ossana – Brokeback Mountain
Dan Futterman – Capote
Jeffrey Caine – Der ewige Gärtner (The Constant Gardener)
Josh Olson – A History of Violence
Deborah Moggach – Stolz und Vorurteil (Pride and Prejudice)
2007
Jeremy Brock, Peter Morgan – Der letzte König von Schottland (The Last King of Scotland)
Paul Haggis, Neal Purvis und Robert Wade – James Bond 007: Casino Royale (Casino Royale)
William Monahan – Departed – Unter Feinden (The Departed)
Aline Brosh McKenna – Der Teufel trägt Prada (The Devil Wears Prada)
Patrick Marber – Tagebuch eines Skandals (Notes on a Scandal)
2008
Ronald Harwood – Schmetterling und Taucherglocke (Le scaphandre et le papillon)
Christopher Hampton – Abbitte (Atonement)
David Benioff – Drachenläufer (The Kite Runner)
Ethan Coen, Joel Coen – No Country for Old Men
Paul Thomas Anderson – There Will Be Blood
2009
Simon Beaufoy – Slumdog Millionär (Slumdog Millionaire)
Eric Roth – Der seltsame Fall des Benjamin Button (The Curious Case of Benjamin Button)
Peter Morgan – Frost/Nixon
David Hare – Der Vorleser
Justin Haythe – Zeiten des Aufruhrs (Revolutionary Road)

## 2010er-Jahre
2010
Jason Reitman, Sheldon Turner – Up in the Air
Geoffrey S. Fletcher – Precious – Das Leben ist kostbar (Precious)
Neill Blomkamp, Terri Tatchell – District 9
Nick Hornby – An Education
Simon Blackwell, Jesse Armstrong, Armando Iannucci, Tony Roche – Kabinett außer Kontrolle (In the Loop)
2011
Aaron Sorkin – The Social Network
Danny Boyle, Simon Beaufoy – 127 Hours
Rasmus Heisterberg, Nikolaj Arcel – Verblendung (The Girl with the Dragon Tattoo)
Michael Arndt – Toy Story 3
Joel Coen, Ethan Coen – True Grit
2012
Bridget O’Connor, Peter Straughan – Dame, König, As, Spion (Tinker Tailor Soldier Spy)
George Clooney, Beau Wilmon, Grant Heslov – The Ides of March – Tage des Verrats (The Ides of March)
Alexander Payne, Nat Faxon, Jim Rash – The Descendants – Familie und andere Angelegenheiten (The Descendants)
Tate Taylor – The Help
Steven Zaillian, Aaron Sorkin – Die Kunst zu gewinnen – Moneyball (Moneyball)
2013
David O. Russell – Silver Linings (Silver Linings Playbook)
Chris Terrio – Argo
Lucy Alibar, Benh Zeitlin – Beasts of the Southern Wild
David Magee – Life of Pi: Schiffbruch mit Tiger (Life of Pi)
Tony Kushner – Lincoln
2014
Steve Coogan, Jeff Pope – Philomena
John Ridley – 12 Years a Slave
Richard LaGravenese – Liberace – Zu viel des Guten ist wundervoll (Behind the Candelabra)
Billy Ray – Captain Phillips
Terence Winter – The Wolf of Wall Street
2015
Anthony McCarten – Die Entdeckung der Unendlichkeit (The Theory of Everything)
Gillian Flynn – Gone Girl – Das perfekte Opfer (Gone Girl)
Jason Hall – American Sniper
Paul King – Paddington
Graham Moore – The Imitation Game – Ein streng geheimes Leben (The Imitation Game)
2016
Adam McKay und Charles Randolph – The Big Short
Emma Donoghue – Raum (Room)
Nick Hornby – Brooklyn – Eine Liebe zwischen zwei Welten (Brooklyn)
Phyllis Nagy – Carol
Aaron Sorkin – Steve Jobs
2017
Luke Davies – Lion – Der lange Weg nach Hause (Lion)
Tom Ford – Nocturnal Animals
Eric Heisserer – Arrival
Andrew Knight, Robert Schenkkan – Hacksaw Ridge – Die Entscheidung (Hacksaw Ridge)
Theodore Melfi, Allison Schroeder – Hidden Figures – Unerkannte Heldinnen (Hidden Figures)
2018
James Ivory – Call Me by Your Name
Armando Iannucci, Ian Martin, David Schneider – The Death of Stalin
Matt Greenhalgh – Film Stars Don’t Die in Liverpool
Aaron Sorkin – Molly’s Game – Alles auf eine Karte (Molly’s Game)
Simon Farnaby, Paul King – Paddington 2
2019
Spike Lee, David Rabinowitz, Charlie Wachtel und Kevin Willmott – BlacKkKlansman
Josh Singer – Aufbruch zum Mond (First Man)
Nicole Holofcener und Jeff Whitty – Can You Ever Forgive Me?
Barry Jenkins – If Beale Street Could Talk
Bradley Cooper, Will Fetters und Eric Roth – A Star Is Born

## 2020er-Jahre
2020
Taika Waititi – Jojo Rabbit
- Greta Gerwig – Little Women
- Anthony McCarten – Die zwei Päpste
- Todd Phillips, Scott Silver – Joker
- Steven Zaillian – The Irishman

2021
Christopher Hampton, Florian Zeller – The Father
- Ramin Bahrani – Der weiße Tiger (The White Tiger)
- Moira Buffini – Die Ausgrabung (The Dig)
- Rory Haines, Sohrab Noshirvani, M. B. Traven – Der Mauretanier (The Mauritanian)
- Chloé Zhao – Nomadland

2022
Siân Heder – Coda
- Jane Campion – The Power of the Dog
- Maggie Gyllenhaal – Frau im Dunkeln (The Lost Daughter)
- Ryūsuke Hamaguchi – Drive My Car (ドライブ・マイ・カー / Doraibu mai kā)
- Eric Roth, Jon Spaihts, Denis Villeneuve – Dune

2023
Edward Berger, Lesley Paterson, Ian Stokell – Im Westen nichts Neues
- Colm Bairéad – The Quiet Girl
- Samuel D. Hunter – The Whale
- Kazuo Ishiguro – Living – Einmal wirklich leben (Living)
- Rebecca Lenkiewicz – She Said

2024
Cord Jefferson – Amerikanische Fiktion (American Fiction)
- Jonathan Glazer – The Zone of Interest
- Andrew Haigh – All of Us Strangers
- Tony McNamara – Poor Things
- Christopher Nolan – Oppenheimer

2025
Peter Straughan – Konklave (Conclave)
- Jacques Audiard – Emilia Pérez
- Clint Bentley und Greg Kwedar – Sing Sing
- James Mangold und Jay Cocks – Like A Complete Unknown (A Complete Unknown)
- RaMell Ross und Joslyn Barnes – Nickel Boys